# 上海公交983路
983路是上海市一条公交线路，由上海浦东杨高运营。

## 历史
该线路2000年4月18日因世纪大道、世纪公园开放而以旅游线路的形式开通，最初由东昌路轮渡站途经东方明珠，沿世纪大道至海桐路，使用常州长江客车制造的中国内地首款特低地台巴士CJ6121GCHK型12辆，但此后这批车辆转配巴士新新。
2006年6月14日，983路与972路合并，972路撤销。2015年因延安东路隧道大修而缩线到其昌栈渡口。
2019年5月16日，上海市交通委员会发布《2019年浦东新区公交线路第三批线网调整计划》，征求市民意见，983路因复线严重、客流稀少等原因而计划撤销。最终该线于2019年7月30日由其昌栈渡口缩短至杨高中路杨源路，并改为早晚高峰线，双休及节假日停运。

## 停站
- 上行：云山路灵山路、金杨路居家桥路、居家桥路灵山路、白桦路明月路、明月路黑松路、黑松路锦绣东路、锦绣路罗山路、丁香路锦绣路、迎春路紫槐路、迎春路芳甸路、迎春路金松路、迎春路长柳路、迎春路民生路、浦东新区办公中心、丁香路锦带路、世纪大道丁香路、桃林路杨源路、灵山路民生路、杨高中路杨源路
- 下行：杨高中路杨源路、世纪大道丁香路、浦东新区办公中心、迎春路民生路、迎春路长柳路、迎春路金松路、迎春路芳甸路、迎春路紫槐路、丁香路锦绣路、锦绣路罗山路、黑松路锦绣东路、明月路黑松路、白桦路明月路、居家桥路灵山路、云山路灵山路

### 轨道交通换乘
- █ 2号线：上海科技馆站
- █ 9号线：杨高中路站